# تک ماژانی
تک ماژانی یک روستا در ایران است که در دهستان براکوه شهرستان خوسف واقع شده‌است.